# سكوت توماس
سكوت توماس (بالإنجليزية: Scott Thomas)‏ (30 أكتوبر 1974 في المملكة المتحدة - ) هو لاعب كرة قدم بريطاني في مركز الوسط. لعب مع برايتون أند هوف ألبيون ومانشستر سيتي ونورثويتش فيكتوريا.

## وصلات خارجية
- سكوت توماس على موقع قاعدة بيانات كرة القدم.إي يو (الإنجليزية)
- سكوت توماس على موقع Soccerbase.com (لاعب) (الإنجليزية)
- سكوت توماس على موقع عالم كرة القدم.نت (الإنجليزية)